# Kelleria childii
Kelleria childii är en tibastväxtart som beskrevs av Michael J. Heads.
Kelleria childii ingår i släktet Kelleria och familjen tibastväxter. Inga underarter finns listade i Catalogue of Life.